# Ernst Alt

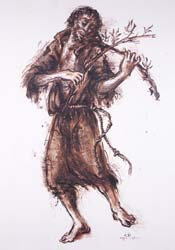
Franziskus, 1976

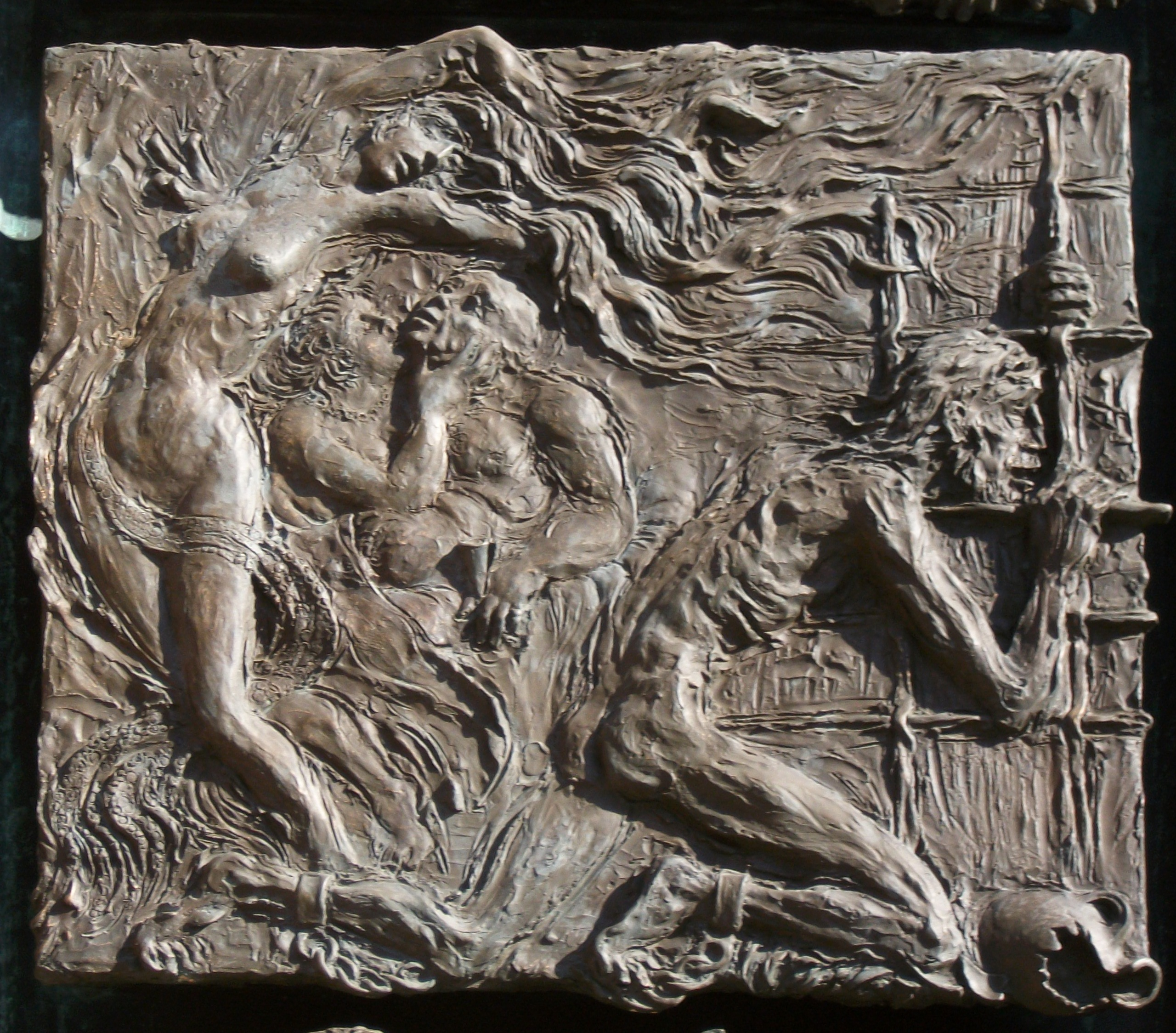
Bronce-Portal an der Basilika St. Johann

Ernst Alt (* 22. Januar 1935 in Saarbrücken; † 31. März 2013 ebenda) war ein deutscher Maler und Bildhauer.

## Leben
Ernst Alt wurde als erstes von drei Kindern der Eheleute Katharina und August Alt geboren. Er wuchs in dem Hunsrückdorf Merschbach, in einem Seitental der Dhron gelegen, in sehr einfachen Verhältnissen auf. In der religiös-mythisch geprägten, bäuerlichen Landschaft empfing Alt seine ersten künstlerischen Impulse. Seine Gymnasialzeit verbrachte Alt in dem vom Barock geprägten bayerischen Voralpenland, da er ursprünglich den Beruf des Priesters anstrebte. Dort erlebte er intensiv die barocke Malkunst und wandte sich endgültig der Kunst zu. Es folgten, ganz im Sinn alter Tradition, Lehr- und Wanderjahre in Italien, wo er in Rom und Florenz seine stärksten Eindrücke empfing. Dort erfuhr seine spätere Kunst wichtige Impulse: die florentinische Renaissance mit ihrer filigranen Sinnlichkeit und die Ewige Stadt mit ihrer lateinisch-römischen Formensprache beeindruckten Alt in besonderer Weise. Beides floss in sein späteres Schaffen ein.
Nach seiner Rückkehr aus Italien wohnte er in seinem Elternhaus in Saarbrücken und schuf sich dort ein eigenes Atelier. 1957 feierte er erste Erfolge als Künstler. Mit seinen überwiegend sakralen Werken erarbeitete er sich bundesweite Bedeutung.
Ernst Alt lebte und arbeitete in Saarbrücken. Dort verstarb er im März 2013 in der Osternacht.

## Stilistische Einordnung
Ernst Alt ist vor allem bekannt durch seine Malerei und Plastiken mit antik-mythischen, jüdisch-christlichen sowie religiös-sakralen Motiven. Sein Werk verstand er selbst als Erinnerungsarbeit (Mnemosyne). Die Thematik seines Schaffens ist sehr weit gesteckt. Oft fand er seine Sujets in Sagen und Mythen oder in der klassischen Literatur. Sie waren ständige Quellen der Inspiration und fanden seit Anfang der 1980er-Jahre ihren Niederschlag in gemalten Tagebüchern. Alt schuf weiterhin eine große Zahl von Altarbildern, Mosaiken und Kirchenfenstern. Sein besonderes Augenmerk galt der Gestaltung liturgischer Räume, für die er Bronzeportale, Personengruppen und weitere Bauplastiken anfertigte.
In besonderer Weise bekannt wurde Alt mit seinen Grabmal-Plastiken im Saarland und in Rheinland-Pfalz. Sie sind inzwischen „… Inbegriff einer innovativen, künstlerischen Erneuerung moderner Grabmalkunst in der zweiten Hälfte des 20. Jahrhunderts“. Als letztes Werk übergab Alt im Frühjahr 2010 sein Bronzebozzetto für den Osterleuchter der Hohen Domkirche St. Peter in Trier.

## Museen
Das private Museum Ernst-Alt-Kunstforum im ehemaligen Pfarrhaus von Rilchingen-Hanweiler wurde nach dem Tod des saarländischen Künstlers Ernst Alt mit vielen persönlichen Gegenständen und Werken aus allen Schaffensphasen von seiner Familie 2015 eröffnet. Im April 2017 wurde das Ernst-Alt-Kunstforum in den Saarländischen Museumsverband aufgenommen.
Große Teile des Werkes befinden sich im Bischöflichen Dom- und Diözesanmuseum Trier. Diese wurden im Sommer 2012 dem Museum als Dauerleihgabe übergeben.
Die öffentlich zugänglichen Werke Ernst Alts umfassen Malerei und Graphik, Glasmalereien, Mosaiken, Plastiken, Grabmalgestaltungen sowie Ausstattung und Neuordnung von Sakralräumen in ganz Deutschland. Ein umfangreiches Werkverzeichnis befindet sich in Mnemosyne: Der Maler und Bildhauer Ernst Alt.

## Werke (Auswahl)
- 1980–1986 Erstellung des Kirchenportals der Basilika St. Johann in Saarbrücken
- 2000–2002 Realisierung des Bronzeportals der St.-Laurentius-Kirche in Ahrweiler
- Glasfenster-Zyklus in der Kirche St. Ludwig in Saarlouis, über zwölf Fenster hinweg, 1980–2006

- Kapellenbild „Sacra Conversazione“ im ehemaligen Pfarrheim St. Ludwig in Saarlouis

- Seit den 1950er Jahren zahlreiche Aquarelle und Grafiken